# Japeň (szczyt)
Japeň lub Predný Japeň (1154 m) – szczyt Wielkiej Fatry w Karpatach Zachodnich na Słowacji. Znajduje się w długim grzbiecie Japeň, dla którego zwornikiem jest najdalej na zachód wysunięte kopulaste wzniesienie na grzbiecie Veľký Rigeľ. Odchodzący od niego na południe grzbiet opada na południe (Malá Krížna), następnie skręca na południowy wschód i biegnie do szczytu Japeň.
Japeň jest całkowicie porośnięty lasem. Tylko na samym jego grzbiecie znajduje się wąski trawiasty pas. Znajduje się w obrębie Parku Narodowego Mała Fatra. Jest zwornikiem. Jego krótki grzbiet wschodni opada w widły Starohorskiej doliny (Starohorská dolina) i jej odgałęzienia – Tureckiej doliny (Turecká dolina) w miejscowości Staré Hory. Dłuższy grzbiet południowy biegnie poprzez Zadný Japeň i opada do Harmeneckiej doliny (Harmanecká dolina). Stoki południowo-zachodnie opadają do Bystrickiej doliny (Bystrická dolina) – odgałęzienia  Harmeneckiej doliny.
Przez Japeň prowadzą dwa szlaki turystyczne.

## Szlaki turystyczne
Staré Hory – Japeň – Zadný Japeň – Dolný Harmanec. Suma podejść 794 m, odległość 9,3 km, czas przejścia 3,50 h, ↓ 3,50 h.
  Japeň – Úplaz. Suma podejść 270 m, odległość 3,3 km, czas przejścia 1,10 h, ↓ 1,05 h.